# Station Kozuby
Station Kozuby is een spoorwegstation in de Poolse plaats Nowe Kozuby.